# Качинський Сергій
Сергі́й Качи́нський (псевдо: «Остап», «Щупак»; 1917 — 10 березня 1943, с. Оржів, Рівненський район) — поручник, організатор перших відділів УПА.
Лицар Золотого Хреста Бойової Заслуги 1 класу (посмертно).

## Біографія
Син священника з Острожця Млинівського району.
Колишній офіцер польської армії. Член ОУН з 1931 р., перебував у підпіллі з 1939 до 1941 рр., член штабу навчального підрозділу ОУН (Бандери) влітку 1941 р., обласний військовий референт ОУН-Рівне в 1941—1943 рр. Військовий референт ОУН на ПЗУЗ. Організатор і командир сотні УПА (жовтень 1942 р.) в Дивинському лісі на Берестейщині, що входила до бойової структури УПА-Північ.

### Організаційна робота та вишкіл молоді
Очолював першу школу старшин УПА у Рівному, яка діяла під вивіскою народної міліції. Майбутні старшини навчалися, і виконували обов'язки міліції. Потім гестапо почало підозрювати і їм довелося непомітно виходити з Рівного. Невдовзі створено батальйон швидкого реагування в Клевані-1. 
Це була фактично нелегальна школа підстаршин УПА, куди набирали молодих хлопців віком 17-19 років. Списки курсантів як і в Рівненській школі старшин, так і в Клеванській школі підстаршин були мінливі, бо створювалися вже боївки та групи УПА і потрібні були командири. Довелося Остапові залишити місто. Школа перебазувалася в лісисту місцевість Костопільського району. Зроблено це своєчасно, бо невдовзі гестапо почало вишукувати активних діячів націоналістичного підпілля в минулому.

### Збройна боротьба проти окупантів
У вересні (за іншими даними — жовтні) 1942 в м. Сарни створене військове формування ОУН(Б), яке очолив С. Качинський. Формування з часом об'єдналося з іншими аналогічними структурами в Українську повстанську армію. Свої погляди на військово-політичне становище у вересні 1942 висловив наступним чином: 
Того ж місяця 1942 року боївка ОУН(Б) під командуванням Сергія Качинського-«Остапа» ліквідувала станицю жандармів у селі   Піддубці Луцького району. 10 березня 1943 року сотня УПА провела успішний наступ на укріпленні позиції німців в Оржеві, де розташовувалися також склади зброї. Втрати німців склали 60 вбитих і поранених; втрати УПА: 4 вбитих, серед яких і командир «Остап» (Сергій Качинський), що особисто керував боєм.
Данило Яневський висловив точку зору, що формування Сергія Качинського нікому не підпорядковувалось.

## Нагороди

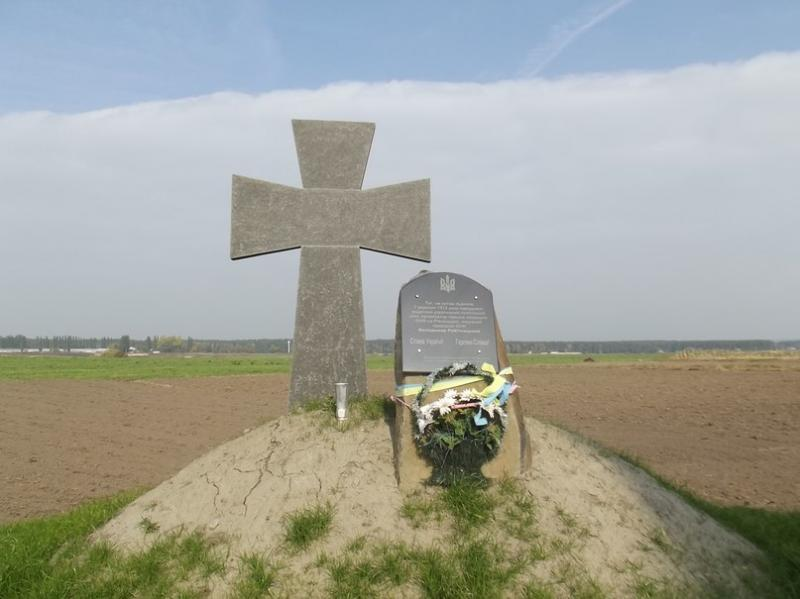
Пам'ятний знак Сергію Качинському

- Згідно з Постановою УГВР від 11.10.1952 р. і Наказом Головного військового штабу УПА ч. 3/52 від 12.10.1952 р. поручник УПА Сергій Качинський – «Остап» нагороджений Золотим хрестом бойової заслуги УПА 1 класу[6].

## Вшанування пам'яті
- 1.12.2017 р. від імені Координаційної ради з вшанування пам’яті нагороджених Лицарів ОУН і УПА у м. Луцьку Золотий хрест бойової заслуги УПА 1 класу (№ 016) переданий Надії Короткій, племінниці Сергія Качинського – «Остапа».